# The One-T ODC
The One-T ODC – debiutancki album francuskiej grupy One-T. Album został wydany w 2003 roku. Album promowany był singlem "The Magic Key".

## Lista utworów
1. "Overture" – 0:44
2. "Music Is The One-T ODC (Episode 1)" – 3:59
3. "One-T's Army" – 4:44
4. "Bein' A Star (Episode 2)" – 3:26
5. "Acidlab" – 5:24
6. "The Magic Key-LP Version (Episode 3)" – 5:13
7. "Cool-T's Paradise" – 4:15
8. "Interlude" – 0:47
9. "The Travoltino Theme (I See A House)" – 5:20
10. "The Travoltino Club (One-T's Gonna Shine)" – 5:16
11. "What's The Deal With Nine-T" – 4:37
12. "ODC By Acidman"-5:02
13. "Interlude" – 0:25
14. "Each Day Is Gettin' Crazier Than The Last" – 6:33